# Австралопітеки
Австра́лопіте́ки, австралопітекові чи австралопітецини, (лат. Australopithecus, australis — південний та грец. πίθηκος — мавпа) — група приматів, за будовою проміжна між мавпами і людьми. Примати з прямоходінням, мавпячою головою, маленьким мозком і невеликими іклами. Існували приблизно 7 (чи 4,2)—1 (чи 1,78) млн років тому здебільшого на території Південно-Східної Африки.

## Знахідки
Уперше рештки австралопітека були знайдені 1924 року на півдні Африки в Таунзі (ПАР) і описані у 1925 році Раймондом Дартом: скроня маляти, відомого як «Бебі з Таунга», дозволила зробити висновок, що австралопітеки були прямоходячими. Ця знахідка віднесена до виду австралопітеків африканських.
Видатні відкриття в ущелині Олдувай зробили Луїс і Мері Лікі, які відкрили не тільки скроні та інші кістки австралопітеків, а також кам'яні знаряддя. Відкриття сім'ї Лікі у 1959–1961 роках були переломними у визнанні австралопітеків як ланки, що пов'язує приматів і людей, а Африки — як колиски людства.
30 листопада 1974 року Дональд Джогансон знайшов у пустелі Хадар в Ефіопії, найповніші з усіх коли-небудь знайдених, рештки австралопітека, що були названі учасниками експедиції — Люсі: фрагменти скроні, нижня щелепа, ребра, хребці, кістки рук, ніг, тазові. Загалом у Гадарі в 1973—1977 роках було виявлено понад 240 рештків гомінідів, що належали не менш ніж 35 особинам. За цими знахідками був описаний вид австралопітек афарський.
У Летолі знайдено вервечку слідів австралопітека, що пройшов по свіжому попелу з вулкана. Під палючим сонцем сліди закам'яніли, новий попіл їх засипав, а через 3 млн років співробітники Мері Лікі їх розкопали.
Із нещодавніх знахідок помітною є так звана Донька Люсі (Ефіопія, 2000) — скелет молодого  австралопітека афарського, який, імовірно, належав трирічній дівчинці, що жила 3,3 млн років тому.

## Класифікація
Сучасній науці відомі рештки близько 500 особин австралопітеків з Африки, які виділяють у декілька видів.
| Назва виду                                                | Датування млн р. тому | Морфологія                                            | Примітки |
| --------------------------------------------------------- | --------------------- | ----------------------------------------------------- | --- |
| Австралопітек анамський Australopithecus anamensis        | 4,2—3,9               | Вага 33—51 кг                                         | Найбільш давній австралопітек. |
| Австралопітек афарський Australopithecus afarensis        | 3,9—3,0               | Зріст 1—1,5 м Вага 30—45 кг Об'єм мозку ~ 380—430 см³ | Розглядається як предківський вид для всіх подальших австралопітеків, окрім австралопітека анамського.                                  |
| Австралопітек барельгазалі Australopithecus bahrelghazali | 3,0—3,5               | *                                                     | Знайдений на відміну від інших у Північній Африці, що є свідченням поширеності групи.                                                   |
| Австралопітек африканський Avstratopithecus africanus     | 3,5—2,4               | Зріст 1—1,5 м Вага 20—45 кг Об'єм мозку 425—450 см³   | Перший описаний австралопітек (Раймонд Дарт, 1924).                                                                                     |
| Австралопітек гарі Australopithecus garhi                 | 2,5—?                 | Зріст 1,2—1,5 м Об'єм мозку 440 см³                   | Поруч були знайдені простіші кам'яні знаряддя і кістки антилоп зі слідами надрізів.                                                     |
| Австралопітек седіба Australopithecus sediba              | 1,78—1,95             | Об'єм мозку 420—450 см³                               | Знайдений в печері Малапі (Malapa) на території об'єкту Всесвітньої спадщини ЮНЕСКО, відомого як «Колиска людства», у Південній Африці. |

Раніше до роду Австралопітеків відносили ще трьох представників, яких тепер виділять в окремий рід парантропів (2,5-1 млн. р.). Вони були менш розвинені, масивніші за австралопітеків і травоїдні.
- Парантроп робустус (Paranthropus robustus)
- Парантроп Бойса (Paranthropus boisei, стара назва Зижантроп)
- Парантроп ефіопський (Paranthropus aethiopicus)

Близькі до австралопітеків примати були поширені в Передній, Південній та Південно-Східній Азії.

## Характеристика
Австралопітеки — двоногі наземні примати. З людиною їх споріднює слабкий розвиток щелеп, відсутність великих іклів, хапальна кисть з виступаючим великим пальцем, опорна ступня. Значний об'єм мозкової коробки (400—500 см³), вкорочена лицева частина черепа, будова зубів, вертикальна хода та інші особливості поставили австралопітеків в число можливих безпосередніх предків людини. 
Австралопітеки були всеїдні. Для нападу та захисту використовували кістки тварин, палиці, каміння; можливо, найрозвиненіші види вміли їх дещо обробляти. Раймонд Дарт вважав, що австралопітеки були активними мисливцями на павіанів і інших великих тварин. Нові дані показують, що австралопітеки вели зовсім інший спосіб життя і часто самі ставали жертвами хижаків, у тому числі птахів.

### Мозок
За абсолютною величиною мозкової порожнини (400-500 см³) австралопітеки не набагато відрізняються від шимпанзе, а горилам дещо поступаються, останнє пояснюється невеликими розмірами тіла австралопітеків. Але за відносними розмірами мозку, вони, імовірно, перевершували всіх гомінід, — вимерлих і сучасних.